# Sébastien Peineau
Sébastien Peineau, né le 24 mai 1987 en Ile-de-France, est un archer français spécialiste de l'arc à poulies. Son club est la STAR (Section de Tir à l'Arc de Rueil)

## Palmarès

### Championnats d'Europe (en extérieur)
- Médaille d'argent en équipe en 2018
- Médaille de Bronze en individuel en 2014
- Médaille de Bronze en équipe en 2016

### Championnats d'Europe (en salle)
- Médaille d'argent en équipe en 2015

### Championnats du monde (en extérieur)
- Médaille d'or en individuel en 2017

### Championnats du monde (en salle)
- Médaille d'or en individuel en 2016
- Médaille d'argent par équipe en 2012
- Médaille de bronze par équipes en 2016

### Coupe du monde (extérieur)
- Médaille d'or de la 1re étape en individuel en 2014 à Shanghai
- Médaille d'or de la 1re étape en individuel en 2015 à Shanghai
- Médaille d'or à l'épreuve par équipe mixte à la coupe du monde 2015 de Medellín.
- Médaille d'or à l'épreuve par équipe mixte à la coupe du monde 2016 de Shanghai.
- Médaille de bronze à l'épreuve par équipe homme à la coupe du monde 2016 de Medellín.

### Coupe du monde (en salle)
- Médaille d'or en individuel en 2014